# Вишневська сільська рада
Вишневська сільська́ ра́да — колишня адміністративно-територіальна одиниця та орган місцевого самоврядування в Великомихайлівському районі Одеської області. Адміністративний центр — село Вишневе.
Дата ліквідації — 5 червня 2018 року. Населені пункти були підпорядковані Цебриківській селищній  громаді.

## Загальні відомості
Вишневська (Кіровська) сільська рада утворена в 1935 році.
- Територія ради: 79,16 км²
- Населення ради: 1 077 осіб (станом на 2001 рік)

## Населені пункти
Сільській раді були підпорядковані населені пункти:
- с. Вишневе
- с. Новоселівка
- с. Привільне
- с. Сокорове

## Населення
Згідно з переписом 1989 року населення села становило 1060 осіб, з яких 470 чоловіків та 590 жінок.
За переписом населення 2001 року в селі мешкали 1034 особи.

### Мова
Розподіл населення за рідною мовою за даними перепису 2001 року:
| Мова       | Відсоток |
| ---------- | -------- |
| українська | 91,55 %  |
| молдовська | 5,57 %   |
| російська  | 2,6 %    |
| болгарська | 0,19 %   |

## Склад ради
Рада складалася з 14 депутатів та голови.
- Голова ради: Бібік Сергій Павлович
- Секретар ради: Степаненко Ольга Іванівна

### Керівний склад попередніх скликань
| Прізвище, ім'я, по батькові  | Основні відомості                                                                      | Дата обрання | Дата звільнення |
| ---------------------------- | -------------------------------------------------------------------------------------- | ------------ | --------------- |
| Мартинюк Олександр Дмитрович | Сільський голова, 1972 року народження, безпартійний                                   | 26.03.2006   | 01.02.2008      |
| Юревич Петро Степанович      | Сільський голова, 1952 року народження, безпартійний                                   | 01.06.2008   | 31.10.2010      |
| Бібік Сергій Павлович        | Сільський голова, 1956 року народження, освіта вища, член Комуністичної партії України | 31.10.2010   | 25.10.2015      |

Примітка: таблиця складена за даними сайту Верховної Ради України

### Депутати
За результатами місцевих виборів 2010 року депутатами ради стали:

#### За суб'єктами висування
| Суб'єкт висування | Кількість обраних депутатів | %    |
| ----------------- | --------------------------- | ---- |
| Партія регіонів   | 9                           | 64,3 |
| Народна партія    | 3                           | 21,4 |
| Самовисування     | 2                           | 14,3 |

#### За округами
| № округу        | Прізвище, ім'я, по батькові    | Дата визнання обраним | Освіта           | Партійна приналежність | Відомості про обраного депутата                     |
| --------------- | ------------------------------ | --------------------- | ---------------- | ---------------------- | --------------------------------------------------- |
| Народна Партія  |                                |                       |                  |                        |                                                     |
| 5               | Степаненко Ольга Іванівна      | 04.11.2010            | середня          | позапартійна           | Кіровська сільська рада, секретар                   |
| 6               | Обнявко Володимир Михайлович   | 04.11.2010            | середня          | позапартійний          | ТОВ «Колос», завідувач гаражу                       |
| 11              | Каленик Іван Іванович          | 04.11.2010            | середня          | позапартійний          | тимчасово не працює                                 |
| Партія регіонів |                                |                       |                  |                        |                                                     |
| 1               | Беспалько Оксана Дмитрівна     | 04.11.2010            | середня          | позапартійна           | тимчасово не працює                                 |
| 2               | Ливицький Руслан Олександрович | 04.11.2010            | середня          | позапартійний          | Кіровська загальноосвітня школа I-III ст., оператор |
| 3               | Ливицька Галина Михайлівна     | 04.11.2010            | незакінчена вища | позапартійна           | Кіровська сільська рада, землевпорядник             |
| 4               | Козак Валентина Михайлівна     | 04.11.2010            | незакінчена вища | позапартійна           | тимчасово не працює                                 |
| 8               | Армаш Оксана Михайлівна        | 04.11.2010            | незакінчена вища | позапартійна           | Кіровська сільська рада, бухгалтер                  |
| 10              | Громова Раїса Пилипівна        | 04.11.2010            | незакінчена вища | позапартійна           | Кіровська сільська бібліотека, завідувачка          |
| 12              | Гук Ніна Василівна             | 04.11.2010            | середня          | позапартійна           | тимчасово не працює                                 |
| 13              | Панченко Тетяна Петрівна       | 04.11.2010            | середня          | позапартійна           | Кіровське відділення зв'язку, листоноша             |
| 14              | Білак Тетяна Степанівна        | 04.11.2010            | середня          | позапартійна           | тимчасово не працює                                 |
| Самовисування   |                                |                       |                  |                        |                                                     |
| 7               | Макар Василь Васильович        | 04.11.2010            | середня          | позапартійний          | СПП «Промінь», директор                             |
| 9               | Гук Ірина Миколаївна           | 04.11.2010            | середня          | позапартійна           | Привільнянський сільський клуб, завідувачка         |